# Меланостимулюючі гормони
Меланоформний гормон (МСГ, меланостимулюючий гормон, меланотропін) — пептид, що секретується проміжною долею гіпофіза. Він утворюється під час часткового протеолізу проопіомеланокортину.
Його дія в організмі:
1. Збільшує кількість пігментних клітин — меланоцитів.
2. Сприяє утворенню меланінів у шкірі, райдужній оболонці ока та в пігментному епітелії сітківки (збільшує активність тирозинази, що бере участь у перетворенні тирозину на меланін).
3. Має прямий жиромобілізуючий ефект.